# Jacques Léon Clément-Thomas

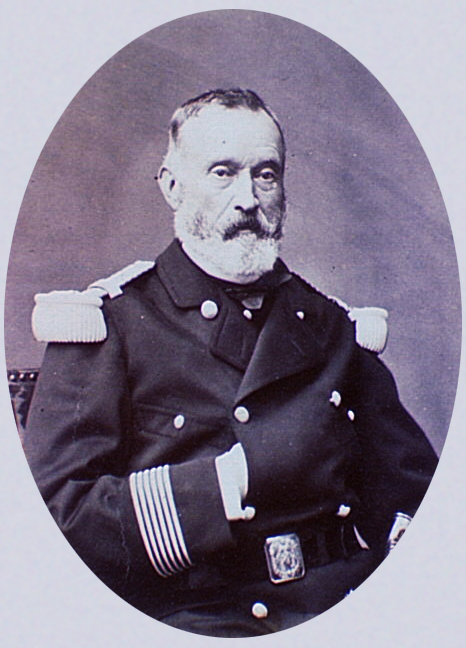
Jacques Léon Clément-Thomas.

Jacques Léon Clément-Thomas, född den 31 december 1809 i Libourne, död den 18 mars 1871 i Paris, var en fransk militär och politiker.
Clément-Thomas var ursprungligen underofficer, invecklades 1835 i en republikansk sammansvärjning, flydde till England och återkom efter erhållen amnesti 1837, då han blev medarbetare i tidningen "National". Efter 1848 års revolution blev Clément-Thomas medlem av nationalförsamlingen, där han tillhörde republikanernas moderata flygel. Som överste i nationalgardet försvarade han nationalförsamlingen mot 
"attentatet av den 15 maj" och var därpå en kort tid högste befälhavare för hela nationalgardet i Paris. Efter statskuppen den 2 december 1851 sökte Clément-Thomas förgäves få till stånd en republikansk resning i Bordeaux, nödgades därpå gå i landsflykt och vistades i Belgien och Luxemburg till kejsardömets fall september 1870. Efter hemkomsten blev han först bataljonschef vid Seinedepartementets nationalgarde och sedermera (3 november) med titeln general dettas högste befälhavare. Han stred tappert vid Montretout och Buzenval, sökte upprätthålla sträng disciplin och lät (december) upplösa ett par bataljoner, som visat feghet i striden mot tyskarna. Clément-Thomas nedlade sitt befäl 14 februari 1871; då kommunardupproret i Paris utbröt 18 mars samma år, igenkändes han bland gatupubliken av några upprorsmän, häktades och blev jämte general Lecomte skjuten utan dom eller rannsakning.